# Sepp Mayerl
Sepp Mayerl (Göriach bei Dölsach, Kelet-Tirol, 1937. április 14. – Lienzi Dolomitok, Lavant mellett, 2012. július 28.) osztrák hegymászó.
Sepp Mayerl, becenevén „Blasl-Sepp“, polgári foglalkozását tekintve tetőfedő volt. 1970-ben Rolf Walterrel közösen először sikerült megmásznia a 8 386 m magas Lhotse Shart. Ez a Kína (Tibet) és Nepál határán található Lhoce, a Föld negyedik legmagasabb hegycsúcsának egyik mellékcsúcsa. A világ egyik legjobb hegymászója, Reinhold Messner mestereként tisztelte Mayerlt.
2012-ben, 75 évesen hunyt el, amikor a Dolomitokban az Adlerwand északi falának megmászása közben tisztázatlan okból lezuhant. Egy ismerőssel indult mászni, akivel egy csúcson található kereszt avatási ünnepségén szerettek volna részt venni, de eközben lezuhant és életét vesztette.